# فلوريان غيسولفي
فلوريان غيسولفي (28 فبراير 1985 في فرنسا - ) (بالفرنسية: Florent Ghisolfi)‏ هو مدرب كرة قدم ولاعب كرة قدم فرنسي في مركز الوسط. لعب مع ستاد ريمس ونادي باستيا.

## روابط خارجية
- فلوريان غيسولفي على موقع قاعدة بيانات كرة القدم.إي يو (الإنجليزية)
- فلوريان غيسولفي على موقع ليكيب (الفرنسية)
- فلوريان غيسولفي على موقع Soccerbase.com (لاعب) (الإنجليزية)
- فلوريان غيسولفي على موقع Soccerway.com (الإنجليزية)
- فلوريان غيسولفي على موقع AS.com (الإسبانية)